# Гуляев, Александр Лазаревич
Алекса́ндр Ла́заревич Гуля́ев (1845—1906) — русский военный писатель, участник Туркестанских походов
Родился 21 ноября 1845 году, из дворян Уральского казачьего войска, православный. Окончил Оренбургский Неплюевский кадетский корпус, откуда в 1865 году был выпущен хорунжим.  Преподавал в Уральском войсковом реальном училище, служил в Уральской учебной сотне. С 1867 году служил в Туркестанском военном округе, в 1868—1869 годах адъютант походного штаба командующего войсками Сырдарьинской области, с 1868 года сотник, командир 4-й Уральской сотни в Туркестанском военном округе, в том же году участвовал в ряде боев против бухарцев, в том числе и в сражении на Чапан-Атинских высотах у Самарканда и при Зерабулаке, был награждён орденом св. Анны 4-й степени, с надписью на холодном оружии «За храбрость», орденом св. Станислава 3-й степени с мечами и бантом и произведён в чин есаула. В 1870 году вернулся на территорию Уральского казачьего войска, в 1871 году начальник Гурьевской станицы. В 1873 году участник Хивинской экспедиции в составе Оренбургского отряда генерала Верёвкина, во время которой командовал 1-й Уральской сотней, за отличия в боях против хивинцев был награждён орденом св. Владимира 4-й степени с мечами и бантом и чином войскового старшины. В 1874—1878 годах командовал Уральской учебной сотней, в 1879 году командовал казачьим полком, находившимся на западной границе Войска для карантинной службы и за это прозванным «чумным», в том же году произведён в чин подполковника. С конца 1879 года снова на службе в Туркестанском военном округе, в 1880 году командир сводного Оренбургско-Уральского казачьего дивизиона, во главе которого участвовал в 1880—1881 г. в Ахал-Текинской экспедиции генерала Скобелева. Награждён серебряной медалью «За взятие штурмом Геок-Тепе», также за бои с текинцами награждён золотой шашкой с надписью «За храбрость» и орденом Станислава 2-й степени с мечами. С декабря 1881 года в чине полковника, в 1882 году награждён персидским орденом Льва и Солнца 3-й степени. В 1882—1887 годах командир 2-го Уральского казачьего полка, в 1887—1888 годах командир 3-го Уральского казачьего полка. В 1889—1893 годах начальник Гурьевского уезда, в 1894—1898 годах советник Уральского войскового хозяйственного правления. В 1898 году произведён в чин генерал-майора с увольнением от службы за болезнью.
Проживал в Уральске, где у него имелся родовой деревянный дом. Был женат на дочери сотника УКВ — Екатерине Викторовне Мизиновой, от этого брака дочь Мария, родилась в 1880 году. Скончался Александр Лазаревич в Уральске 1 января 1906 года.

## Сочинения
- Отрывки из прошлого Уральского казачьего войска. Из записок полковника А. Гуляева. Уральск, 1895.
- Поход на Аму-Дарью и в Текинский оазис уральских казаков в 1880—1881 гг. Уральск, 1882